# Dany Dattel
Dany Dattel, auch Peter Dattel (bürgerlich Daniel Dattel; geboren 29. Juli 1939; gestorben 13. Februar 2023 in Köln), war ein deutscher Bankkaufmann. Er war der letzte Abteilungsleiter der Devisenabteilung der im Juni 1974 insolvent gegangenen Herstatt-Bank.
1947 wurde deutschlandweit über den damals Siebenjährigen unter dem Namen Peter Dattel oder Peter-Danny Dattel berichtet. Er gilt als das einzige von rund 8000 in das KZ Auschwitz deportierten Kindern aus Berlin, das das Vernichtungslager überlebt hatte.

## Biographie

### Kindheit in Auschwitz und Befreiung

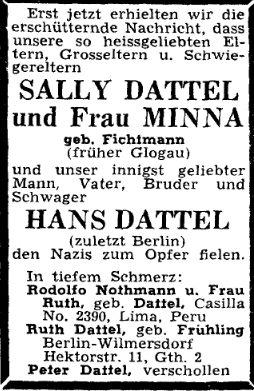
Todesanzeige der Familie Dattel in der Zeitung Aufbau am 12. April 1946

Zuvor in Berlin ansässig, wurde die Familie Dattel im Juni 1943 in das KZ Auschwitz deportiert. Dany Dattels Vater Hans musste im Lager Buna Zwangsarbeit leisten. Dany Dattels Mutter Ruth wurde für den Block 10 selektiert, in dem der SS-Arzt Carl Clauberg Sterilisationsversuche an Frauen unternahm. Ihren Sohn durfte sie mitnehmen. Mitgefangene Frauen versteckten und schützten den Jungen vor der Willkür der Blockrazzien; er wurde ihr „Maskottchen“ im Überlebenskampf. Als die Rote Armee im Januar 1945 näher rückte, wurde das Lager von der SS geräumt. Dabei wurde sein Vater, so berichtete Dattel später, auf einem Todesmarsch erschossen. Dattel selbst wurde auf dem Todesmarsch von seiner Mutter getrennt. Fünf junge jüdische Frauen nahmen ihn auf der Flucht nach Brünn in ihre Mitte. Eine von ihnen, Püppi genannt, nahm später mit ihrem Ehemann, Pavel Bauer, den Fünfjährigen als ihr Kind an, und er lebte fortan bei ihnen in Tschechien.
Nach ihrer eigenen Befreiung im Mai 1945 aus dem KZ Neustadt-Glewe, in das sie von Auschwitz aus verbracht worden war, kehrte Ruth Dattel nach Berlin zurück und begann mithilfe der jüdischen Gemeinde die Suche nach ihrem Sohn. Nach zwei Jahren wurde er über das Internationale Rote Kreuz bei seinen Pflegeeltern in Tschechien ausfindig gemacht, von denen er sich jedoch nur schweren Herzens trennte. Das Verhältnis zu seiner Mutter war zunächst distanziert, auch weil er in Brünn die deutsche Sprache verlernt hatte.
Über Dattels Rückkehr nach Berlin wurde 1947 deutschlandweit in Zeitungen, Hörfunk und der Wochenschau berichtet. Die Jüdische Gemeinde Berlin veranstaltete ein Fest, bei dem Vertreter der Besatzungsmächte, des Magistrats und der tschechoslowakische Militärattaché anwesend waren. Dattel gilt bis heute als das einzige von rund 8000 jüdischen Kindern aus Berlin, das den Aufenthalt in Auschwitz überlebte. Julius Meyer, Vorsitzender der OdF-Ausschüsse, forderte in einer Rede, dass die Überlebenden des „mörderischen Systems“ all ihre Kraft darauf verwenden sollten, aus Dattel ein „glückliches Menschenskind“ zu machen, dessen Leben nicht durch Feindseligkeit und Verfolgung zerstört werde.

### Umzug nach Köln und Tätigkeit bei der Herstatt-Bank
Von Berlin zogen Ruth (jetzt Friedhoff), die erneut geheiratet hatte, und Dany Dattel zunächst nach Israel, später nach Köln. 1958 absolvierte Dattel eine Lehre bei der Herstatt-Bank in Köln. Danach arbeitete er weiter bei Herstatt.
Im Jahr 1971 wurden die bis dahin festen Wechselkurse freigegeben und somit der spekulative Devisenhandel ermöglicht. Anfangs brachte das neue Geschäftsmodell den Banken hohe Gewinne, bei Herstatt 1973 einen Umsatz von etwa 24 Milliarden Deutsche Mark (DM). Dieser Erfolg, an dem er offenbar maßgeblich beteiligt war, war der Hauptgrund für Dattels Aufstieg zum Leiter des Devisen- und Goldhandels in der Herstatt-Bank. Bankier Iwan David Herstatt nannte ihn und seine Kollegen „meine Goldjungs“. Entgegen den Prognosen sank jedoch gegen Ende 1973 der US-Dollar-Kurs. Glattstellungen der offenen Devisenpositionen führten zu steigenden Verlusten (siehe Artikel Herstatt-Bank). Lange Zeit wurden diese Verluste verschleiert. Am Ende betrugen sie das Zehnfache des haftenden Kapitals der Bank und führten so zu ihrer Überschuldung.

### Seit der Insolvenz der Herstatt-Bank
Dattel wurde im Rahmen von Ermittlungen der Staatsanwaltschaft am 26. August 1976 wegen des Verdachts auf Untreue, Betrug und Bilanzfälschung gemeinsam mit Iwan David Herstatt und sechs weiteren führenden Mitarbeitern des Kreditinstituts vorübergehend in Untersuchungshaft genommen. Die Staatsanwaltschaft warf den Angeklagten nach Prozessbeginn am 23. März 1979 Untreue und Beihilfe zum besonders schweren Bankrott vor. Die Angeklagten hätten „in der Zeit vom März 1971 bis zur Schließung der Bank am 26. Juni 1974 durch Devisenspekulationen größeren Ausmaßes, die in keinem vertretbaren Verhältnis zu den ausgewiesenen Eigenmitteln der Bank standen, das Vermögen der Einleger gefährdet und geschädigt.“ Die Transaktionen hatten im Durchschnitt pro Geschäftstag den Abschluss von rund 180 Geschäften mit einem Volumen von mehr als 4 Milliarden DM umfasst.
Am 31. August 1983 verurteilte das Landgericht Köln zwei andere Verantwortliche wegen der genannten Tatvorwürfe zu einer Haftstrafe von jeweils 2 Jahren und 5 Monaten nebst einer Geldstrafe von jeweils 45.000 DM. Dattel war davon nicht betroffen: Das Verfahren gegen ihn war noch 1979 wegen Verhandlungsunfähigkeit eingestellt worden. In mehreren forensischen Gutachten wurde bei ihm ein lebensbedrohendes Überlebensschuld-Syndrom („KZ-Syndrom“) diagnostiziert. Während seine Verhandlungsfähigkeit vor Gericht erörtert wurde, wurde ein Ersatzschöffe vom Verfahren ausgeschlossen, weil er auf der Toilette einen Journalisten gefragt hatte, ob sich noch mehr Juden im Saal befänden.
Am 12. Mai 1986 hatte Dattel seinen ersten Auftritt im Herstatt-Komplex vor Gericht, als er vor dem Landesarbeitsgericht Köln als Zeuge in einem Verfahren gegen vier „Goldjungs“ der Treuhand AG, der Rechtsnachfolgerin der Bank, aussagen musste. Dabei wurde er lediglich zur inneren Organisation der Bank befragt; das Verfahren gegen ihn selbst war von diesem Teil des Prozesses abgetrennt worden.
Dattel, Chef-Devisenhändler und Vizedirektor des Geldhandels der Bank, wurde von Herstatt und anderen für die Schließung der Bank verantwortlich gemacht. Herstatt selbst hatte die Aufsicht über die Devisenabteilung an den Generalbevollmächtigten Bernhard von der Goltz abgegeben. 1983 sahen die Richter im Prozess gegen zwei Herstatt-Direktoren auch eine Mitschuld des Großaktionärs der Bank, Hans Gerling.
Herstatt erhob in seiner Autobiografie Die Vernichtung Vorwürfe gegen Dattel. Dessen Fehlspekulationen und falsche Informationen hätten die wahren Ausmaße der Schieflage verschleiert und die Pleite der Bank maßgeblich verursacht. Bis heute ist nicht vollständig geklärt, wie die Schuld an der größten deutschen Bankinsolvenz der Nachkriegszeit tatsächlich zu verteilen ist. Dattel selbst klagte bis 2006 beim Bezirksgericht Luxemburg auf die Herausgabe von 2,822 Mio. DM, die seiner Familie gehören würden und im Rahmen der Herstatt-Insolvenz beschlagnahmt worden seien. Seine Klagen blieben ohne Erfolg, verzögerten jedoch die Abwicklung der Herstatt-Insolvenz erheblich. Nach Auskunft der Creditreform legte Dattel im Jahr 2004 gemeinsam mit seiner Frau Margot eidesstattliche Versicherungen über seine Vermögensverhältnisse ab. Als Folge der Bankenpleite wurde Dattel Opfer von antisemitischen Beschimpfungen und Hetze; er nannte dies seine „zweite Verfolgung“.
Dattel lebte zuletzt in Köln-Lindenthal. Er starb am 13. Februar 2023 im Alter von 83 Jahren in Köln und wurde auf dem Jüdischen Friedhof Bocklemünd beigesetzt.

## Erinnerungen
Jahrelang gab Dany Dattel keine Interviews und wollte erst im vorgerückten Alter ein autobiografisches Buch über seine Erlebnisse im KZ schreiben. Auf der Suche nach jemandem, der 1993 entstandene Tonbandaufnahmen von Gesprächen zwischen ihm und seiner Mutter digitalisieren konnte, kam er in Kontakt mit dem Kölner Filmproduzenten Frank Terjung, und es entstand die Idee zu dem Filmportrait Das Maskottchen von Auschwitz. Mit Unterstützung des Fördervereins des NS-Dokumentationszentrums der Stadt Köln (Verein EL-DE-Haus) wurden die Erinnerungen Dattels professionell aufbereitet und archiviert. Die Interviews sollen dauerhaft im NS-Dokumentationszentrum lagern und Teil der Dauerausstellung sowie in der Vermittlungs- und Bildungsarbeit eingesetzt werden. Im Oktober 2022 reiste Dattel mit einem Filmteam nach Auschwitz. Er starb vier Monate nach Ende der Dreharbeiten. Im Mai 2024 wurde Das Maskottchen von Auschwitz auf Arte erstmals gesendet. Dattel beschloss den Film mit den Worten: „Eines möchte ich noch betonen: Die Nazis hatten auf der Wannseekonferenz beschlossen, alle Juden zu vernichten. Das ist ihnen nicht gelungen. Ich lebe noch!“